# Аксель Клерже
Аксель Клерже (28 лютого 1987 , Сен-Дізьє ) — французький дзюдоїст, олімпійський чемпіон 2020 року, призер чемпіонатів світу та Європи.

## Спортивні результати на міжнародних змаганнях

### Виступи на Олімпіадах
| Змагання                    | Місце проведення | Вагова категорія | Місце      |
| --------------------------- | ---------------- | ---------------- | ---------- |
| Літні Олімпійські ігри 2020 | Токіо, Японія    | до 90 кг         | 1/8 фіналу |
| Літні Олімпійські ігри 2020 | Токіо, Японія    | змішана команда  | Золото     |

### Виступи на Чемпіонатах світу
| Змагання                     | Місце проведення      | Вагова категорія | Місце       |
| ---------------------------- | --------------------- | ---------------- | ----------- |
| Чемпіонат світу з дзюдо 2009 | Роттердам, Нідерланди | до 81 кг         | 7 місце     |
| Чемпіонат світу з дзюдо 2017 | Будапешт, Угорщина    | до 90 кг         | 1/16 фіналу |
| Чемпіонат світу з дзюдо 2017 | Будапешт, Угорщина    | змішана команда  | Бронза      |
| Чемпіонат світу з дзюдо 2018 | Баку, Азербайджан     | до 90 кг         | Бронза      |
| Чемпіонат світу з дзюдо 2018 | Баку, Азербайджан     | змішана команда  | Срібло      |
| Чемпіонат світу з дзюдо 2019 | Токіо, Японія         | до 90 кг         | Бронза      |
| Чемпіонат світу з дзюдо 2019 | Токіо, Японія         | змішана команда  | Срібло      |

### Виступи на Чемпіонатах Європи
| Змагання                      | Місце проведення   | Вагова категорія | Місце       |
| ----------------------------- | ------------------ | ---------------- | ----------- |
| Чемпіонат Європи з дзюдо 2009 | Тбілісі, Грузія    | до 81 кг         | 5 місце     |
| Чемпіонат Європи з дзюдо 2012 | Челябінськ, Росія  | до 81 кг         | 7 місце     |
| Чемпіонат Європи з дзюдо 2016 | Казань, Росія      | до 90 кг         | 1/16 фіналу |
| Чемпіонат Європи з дзюдо 2017 | Варшава, Польща    | до 90 кг         | Срібло      |
| Чемпіонат Європи з дзюдо 2018 | Тель-Авів, Ізраїль | до 90 кг         | 1/16 фіналу |
| Європейські ігри 2019         | Мінськ, Білорусь   | до 90 кг         | 1/8 фіналу  |
| Чемпіонат Європи з дзюдо 2020 | Прага, Чехія       | до 90 кг         | 1/8 фіналу  |